# Гренвилл, Лора
Лора Гренвилл (англ. Laura Granville; родилась 12 мая 1981 года в Чикаго, США) — американская теннисистка; победительница двух турниров WTA в парном разряде; полуфиналистка одного юниорского турнира Большого шлема в парном разряде (Уимблдон-1999).

## Общая информация
Лора одна из двух дочерей Чарльза и Элизабет Гренвиллов; её сестру зовут Лили.
Дед Гренвилл входил в сборную США по плаванию на летней Олимпиаде 1924 года.
Первые шаги в теннисе американка сделала в четыре года. Статус профессионала Лора обрела после окончания второго курса колледжа; во время обучения в Стэнфордском университете Гренвилл активно играла в теннисной лиге NCAA: выиграла несколько турниров в одиночном разряде и получила ряд призов от авторитетных изданий.

## Спортивная карьера
В 1998 году Гренвилл впервые сыграла в основной сетке турнира серии Большого шлема, выступив на Открытом чемпионате США. В марте 2002 года она одержала первую победу на турнирах из цикла ITF, выиграв 25-тысячник в США. В июне 2002 года Лора смогла выйти в четвёртый раунд Уимблдонского турнира и выбить с турнира известную французскую теннисистку Мари Пьерс. В августе американка сыграла в четвертьфинале турнира в Нью-Хейвене. В сентябре она выиграла 75-тысячник ITF в Альбукерке и вышла в четвертьфинал турнира WTA в Люксембурге. В том сезоне Гренвилл смогла дебютировать в Топ-100 мирового рейтинга и закончила его уже на 47-м месте.
2003 год Гренвилл начала с выхода в 1/4 финала на турнире в Окленде. В феврале она смогла пройти в полуфинал турнира в Мемфисе и четвертьфинал в Скотсдейле. В мае на грунтовом турнире в Страсбурге Лора совместно с Еленой Костанич вышла в финал парных соревнований. На кортах Открытого чемпионата Франции она смогла выйти в третий раунд и после турнира заняла в рейтинге наивысшую в своей карьере — 28-ю строчку в рейтинге. На Уимблдонском турнире Лора также вышла в третий раунд, где уступила чемпионке того розыгрыша Уимблдона Серене Уильямс. В концовке сезона Гренвилл вышла в полуфинал зального турнира в Квебеке.
На Открытом чемпионате Австралии 2004 года Гренвилл впервые вышла в третий раунд. В феврале она добралась до полуфинала в Мемфисе. В августе она вышла в свой первый и единственный финал WTA в одиночном разряде за карьеру. Произошло это на турнире в Ванкувере, где в борьбе за титул она проиграла чешке Николь Вайдишовой — 6-2, 4-6, 2-6. На следующей неделе после этого Лора вышла в четвертьфинал турнира в Цинциннати. В феврале 2005 года ей удается выиграть 75-тысячник ITF в Мидленде и выйти в парный финал WTA на турнире в Мемфисе в дуэте с Абигейл Спирс. В июне на травяном турнире в Бирмингеме 24-летней американке удается выйти в полуфинал. В июле она завоевала дебютный титул в Туре, победив в парном разряде на турнире в Цинциннати в партнёрстве с Абигейл Спирс. На Открытом чемпионате США в 2005 году она проходит в стадию третьего раунда. Лучшим результатом осени для неё стал выход в 1/4 финала в Сеуле.
В январе 2006 года Гренвилл сыграла в четвертьфинале турнира в Хобарте. На Австралийском чемпионате она вышла в третий раунд. В феврале Лора вышла в четвертьфинал турнира в Мемфисе. В начале ноября она сумела выиграть второй парный титул WTA в своей карьере, завоевав его на турнире в Квебеке совместно с Карли Галликсон. В феврале 2007 года Гренвилл вновь сыграла в четвертьфинале турнира в Мемфисе. Летом на Уимблдонском турнире она смогла обыграть в третьем раунде Мартину Хингис и во второй раз в карьере добраться до стадии четвёртого раунда. В феврале 2008 года американская теннисистка взяла главный приз на 75-тысячнике в Мидленде. В январе 2010 года в альянсе с Натали Грандин она вышла в парный финал турнира в Окленде. В феврале она выиграла парные соревнования на 100-тысячнике ITF в Мидленде в дуэте с Луцией Градецкой. Последний раз Гренвилл выступила на профессиональном уровне в марте 2010 года

## Итоговое место в рейтинге WTA по годам
| Год  | Одиночный рейтинг | Парный рейтинг |
| 2010 | 426               | 136            |
| 2009 | 304               | 244            |
| 2008 | 374               | 179            |
| 2007 | 65                | 66             |
| 2006 | 70                | 108            |
| 2005 | 61                | 66             |
| 2004 | 76                | 64             |
| 2003 | 46                | 88             |
| 2002 | 47                | 175            |
| 2001 | 227               | 616            |
| 1999 | 858               |                |

## Выступления на турнирах

### Финалы турнировWTAв одиночном разряде (1)

#### Поражения (1)
| Легенда: До 2009 года       | Легенда: С 2009 года  |
| --------------------------- | --------------------- |
| Турниры Большого Шлема (0*) |                       |
| Олимпиада (0)               |                       |
| Итоговый чемпионат года (0) |                       |
| 1-я категория (0)           | Premier Mandatory (0) |
| 2-я категория (0)           | Premier 5 (0)         |
| 3-я категория (0+2)         | Premier (0)           |
| 4-я категория (0)           | International (0)     |
| 5-я категория (0)           | International (0)     |

| Титулы по покрытиям | Титулы по месту проведения матчей турнира |
| ------------------- | ----------------------------------------- |
| Хард (0+2*)         | Зал (0+1)                                 |
| Грунт (0)           | Зал (0+1)                                 |
| Трава (0)           | Открытый воздух (0+1)                     |
| Ковёр (0)           | Открытый воздух (0+1)                     |

* количество побед в одиночном разряде + количество побед в парном разряде.
| №  | Дата           | Турнир           | Покрытие | Соперница в финале | Счёт        |
| 1. | 9 августа 2004 | Ванкувер, Канада | Хард     | Николь Вайдишова   | 6-2 4-6 2-6 |

### Финалы турнировITFв одиночном разряде (15)

#### Победы (9)
| Легенда:           |
| ------------------ |
| 100.000 USD (0+1*) |
| 75.000 USD (3+1)   |
| 50.000 USD (3+4)   |
| 25.000 USD (2)     |
| 10.000 USD (1)     |

| Титулы по покрытиям | Титулы по месту проведения матчей турнира |
| ------------------- | ----------------------------------------- |
| Хард (8+6*)         | Зал (3+3)                                 |
| Грунт (1)           | Зал (3+3)                                 |
| Трава (0)           | Открытый воздух (6+3)                     |
| Ковёр (0)           | Открытый воздух (6+3)                     |

* количество побед в одиночном разряде + количество побед в парном разряде.
| №  | Дата             | Турнир                    | Покрытие | Соперница в финале | Счёт           |
| 1. | 24 марта 2002    | Ла-Каньяда-Флинтридж, США | Хард     | Клодин Шоль        | 1-6 6-2 6-3    |
| 2. | 29 сентября 2002 | Альбукерке, США           | Хард     | Мари-Эв Пеллетье   | 6-7(2) 6-4 6-1 |
| 3. | 17 октября 2004  | Эшбёрн, США               | Хард     | Луция Шафаржова    | 6-4 6-2        |
| 4. | 13 февраля 2005  | Мидленд, США              | Хард(i)  | Чо Юн Джон         | 6-3 3-6 7-6(6) |
| 5. | 27 февраля 2005  | Сент-Пол, США             | Хард(i)  | Акико Моригами     | 6-2 6-7(6) 6-2 |
| 6. | 7 мая 2006       | Шарлоттсвилл, США         | Грунт    | Доминика Цибулкова | Без игры       |
| 7. | 10 февраля 2008  | Мидленд, США              | Хард(i)  | Эшли Харклроуд     | 6-1 6-1        |
| 8. | 22 марта 2009    | Реддинг, США              | Хард     | Рика Фудзивара     | 6-2 2-6 6-4    |
| 9. | 24 мая 2009      | Салунга-Лендисвиль, США   | Хард     | Петра Рампре       | 6-2 6-1        |

#### Поражения (6)
| №  | Дата            | Турнир                   | Покрытие | Соперница в финале | Счёт        |
| 1. | 9 июня 2002     | Сербитон, Великобритания | Трава    | Джанет Ли          | 6-4 4-6 4-6 |
| 2. | 4 августа 2002  | Ванкувер, Канада         | Хард     | Мария Шарапова     | 6-0 3-6 1-6 |
| 3. | 9 февраля 2003  | Мидленд, США             | Хард(i)  | Бьянка Ламаде      | 3-6 6-1 4-6 |
| 4. | 4 июня 2005     | Сербитон, Великобритания | Трава    | Кристина Бранди    | 3-6 1-6     |
| 5. | 10 июня 2006    | Сербитон, Великобритания | Трава    | Кристина Бранди    | 5-7 0-6     |
| 6. | 11 февраля 2007 | Мидленд, США             | Хард(i)  | Джилл Крейбас      | 6-2 3-6 3-6 |

### Финалы турнировWTAв парном разряде (5)

#### Победы (2)
| №  | Дата            | Турнир          | Покрытие | Партнёрша       | Соперницы в финале               | Счёт        |
| 1. | 24 июля 2005    | Цинциннати, США | Хард     | Абигейл Спирс   | Квета Пешке Мария-Эмилия Салерни | 3-6 6-2 6-4 |
| 2. | 30 октября 2006 | Квебек, Канада  | Хард(i)  | Карли Галликсон | Джилл Крейбас Алина Жидкова      | 6-3 6-4     |

#### Поражения (3)
| №  | Дата            | Турнир                 | Покрытие | Партнёрша      | Соперницы в финале          | Счёт       |
| 1. | 19 мая 2003     | Страсбург, Франция     | Грунт    | Елена Костанич | Соня Джеясилан Мая Матевжич | 4-6 4-6    |
| 2. | 14 февраля 2005 | Мемфис, США            | Хард(i)  | Абигейл Спирс  | Михо Саэки Юка Ёсида        | 3-6 4-6    |
| 3. | 4 января 2010   | Окленд, Новая Зеландия | Хард     | Натали Грандин | Кара Блэк Лизель Хубер      | 6-7(4) 2-6 |

### Финалы турнировITFв парном разряде (9)

#### Победы (6)
| №  | Дата            | Турнир             | Покрытие | Партнёрша       | Соперницы в финале            | Счёт               |
| 1. | 3 октября 2004  | Трой, США          | Хард     | Терин Эшли      | Бетани Маттек Шенай Перри     | 2-6 3-0 — отказ    |
| 2. | 14 ноября 2004  | Питтсбург, США     | Хард(i)  | Терин Эшли      | Элс Калленс Саманта Стосур    | 2-6 6-3 6-4        |
| 3. | 15 октября 2006 | Сан-Франциско, США | Хард     | Карли Галликсон | Кристина Фузано Алеке Цубанос | 6-3 6-1            |
| 4. | 11 февраля 2007 | Мидленд, США       | Хард(i)  | Абигейл Спирс   | Морин Дрейк Стефани Дюбуа     | 6-4 3-6 6-3        |
| 5. | 31 мая 2009     | Карсон, США        | Хард     | Риза Заламеда   | Моника Адамчак Николь Криз    | 6-3 6-4            |
| 6. | 14 февраля 2010 | Мидленд, США       | Хард(i)  | Луция Градецкая | Лилия Остерло Анна Татишвили  | 7-6(3) 3-6 [12-10] |

#### Поражения (3)
| №  | Дата            | Турнир           | Покрытие | Партнёрша       | Соперницы в финале             | Счёт        |
| 1. | 22 октября 2006 | Хьюстон, США     | Хард     | Карли Галликсон | Джулия Дитти Татьяна Лужанская | 4-6 6-4 5-7 |
| 2. | 11 апреля 2009  | Джексон, США     | Грунт    | Риза Заламеда   | Моника Адамчак Арина Родионова | 3-6 4-6     |
| 3. | 18 октября 2009 | Канзас-Сити, США | Хард     | Джулия Босеруп  | Лилия Остерло Анна Татишвили   | 0-6 3-6     |

## История выступлений на турнирах
| Турнир                       | 1998  | 1999  | 2001  | 2002  | 2003  | 2004  | 2005  | 2006  | 2007  | 2008  | 2009  | Итог   | В/П за карьеру |
| ---------------------------- | ----- | ----- | ----- | ----- | ----- | ----- | ----- | ----- | ----- | ----- | ----- | ------ | -------------- |
| Турниры Большого Шлема       |       |       |       |       |       |       |       |       |       |       |       |        |                |
| Открытый чемпионат Австралии | -     | -     | -     | -     | 1Р    | 3Р    | 1Р    | 3Р    | 2Р    | 1Р    | -     | 0 / 6  | 5-6            |
| Открытый чемпионат Франции   | -     | -     | -     | К     | 3Р    | 1Р    | -     | 1Р    | 1Р    | -     | -     | 0 / 5  | 2-5            |
| Уимблдон                     | -     | -     | -     | 4Р    | 3Р    | 1Р    | 2Р    | 2Р    | 4Р    | -     | -     | 0 / 6  | 13-6           |
| Открытый чемпионат США       | 2Р    | 1Р    | 1Р    | 1Р    | 2Р    | 1Р    | 3Р    | 1Р    | 2Р    | -     | 1Р    | 0 / 10 | 5-10           |
| Итог                         | 0 / 1 | 0 / 1 | 0 / 1 | 0 / 3 | 0 / 4 | 0 / 4 | 0 / 3 | 0 / 4 | 0 / 4 | 0 / 1 | 0 / 1 | 0 / 27 |                |
| В/П в сезоне                 | 1-1   | 0-1   | 0-1   | 6-3   | 5-4   | 2-4   | 3-3   | 3-4   | 5-4   | 0-1   | 0-1   |        | 25-27          |

К — проигрыш в квалификационном турнире.
| Турнир                       | 2001  | 2002  | 2003  | 2004  | 2005  | 2006  | 2007  | 2008  | 2009  | Итог   | В/П за карьеру |
| ---------------------------- | ----- | ----- | ----- | ----- | ----- | ----- | ----- | ----- | ----- | ------ | -------------- |
| Турниры Большого Шлема       |       |       |       |       |       |       |       |       |       |        |                |
| Открытый чемпионат Австралии | -     | -     | -     | 2Р    | 1Р    | 1Р    | 1Р    | 2Р    | -     | 0 / 5  | 2-5            |
| Открытый чемпионат Франции   | -     | -     | 1Р    | 1Р    | 1Р    | 1Р    | 2Р    | -     | -     | 0 / 5  | 1-5            |
| Уимблдон                     | -     | -     | 3Р    | 1Р    | 2Р    | 1Р    | 2Р    | -     | -     | 0 / 5  | 5-5            |
| Открытый чемпионат США       | 1Р    | 2Р    | 2Р    | 3Р    | 1Р    | 2Р    | 1Р    | -     | 1Р    | 0 / 8  | 5-8            |
| Итог                         | 0 / 1 | 0 / 1 | 0 / 3 | 0 / 4 | 0 / 4 | 0 / 4 | 0 / 4 | 0 / 1 | 0 / 1 | 0 / 23 |                |
| В/П в сезоне                 | 0-1   | 1-1   | 3-3   | 3-4   | 1-4   | 1-4   | 2-4   | 1-1   | 0-1   |        | 13-23          |